# VMM-166
166ème Escadron d'hélicoptère de transport (USMC)
Le Marine Medium Tiltrotor Squadron 166 (ou VMM-166) est un escadron d'hélicoptère  à rotors basculants MV-22 Osprey du Corps des Marines des États-Unis. L'escadron, connu sous le nom de "Sea Elk" est stationné à la Marine Corps Air Station Miramar en Californie et fait partie du Marine Aircraft Group 16 (MAG-16) et de la 3rd Marine Aircraft Wing (3rd MAW).
Activé en 1985, le HMM-166 était le plus jeune escadron d'hélicoptères CH-46 Sea Knight du Corps des Marines. L'escadron a été renommé VMM-166 le 23 juin 2010. L'escadron a été désactivé le 1er octobre 2021.

## Historique
L'escadron a été activé le 13 septembre 1985 à  la Marine Corps Air Station Tustin (en), Californie et affecté au Marine Aircraft Group 16. Il a déménagé en 1995 au Marine Corps Air Station El Toro, Californie et de nouveau en 1999 au Marine Corps Air Station Miramar, Californie.
Le VMM-166 a été actif dans :

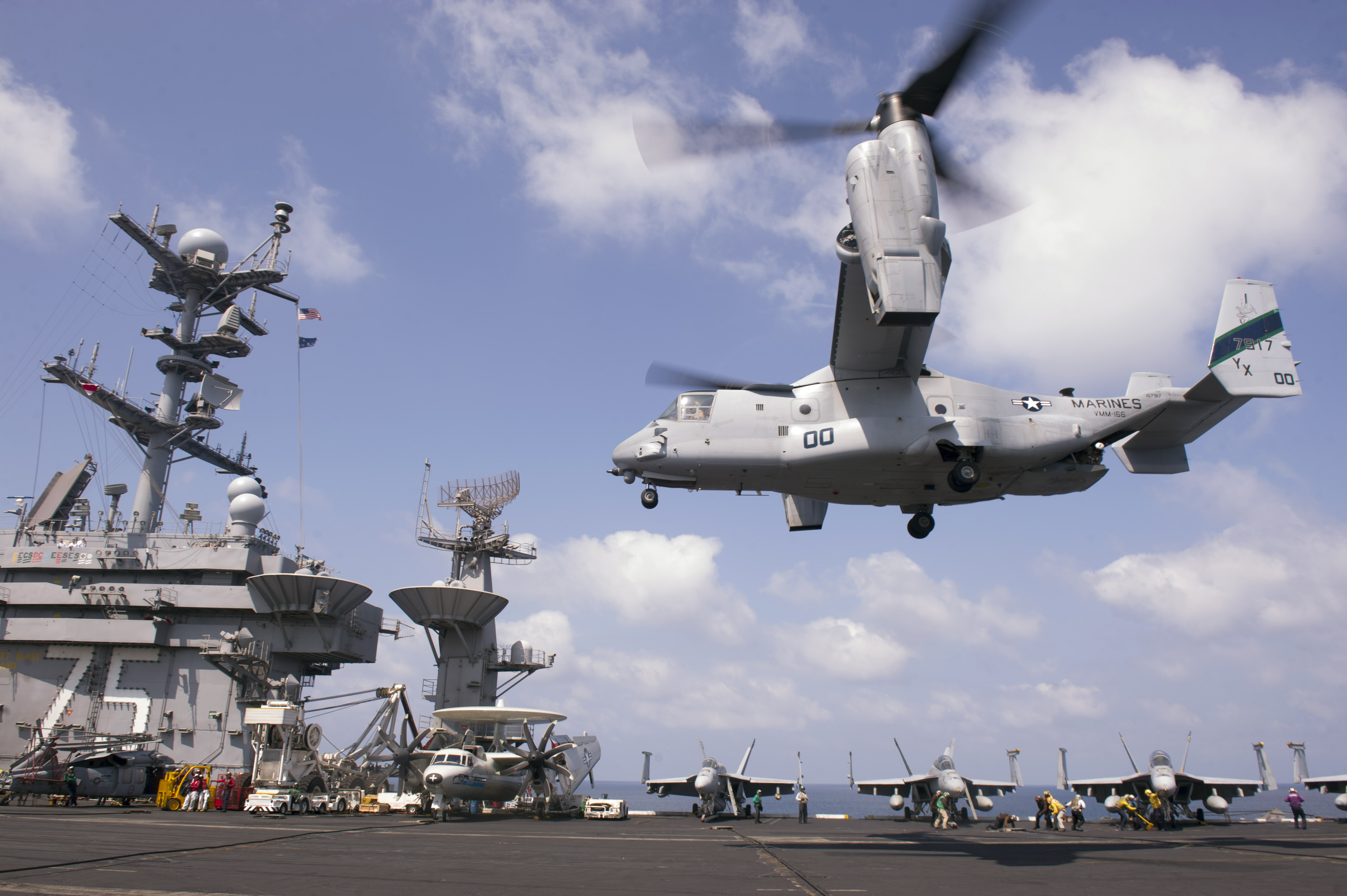
V-22 Osprey du VMM-166

- 1990 - Opération Bouclier du désert
- 1991 - Opération Tempête du désert
- 1994 - Opération Support Hope
- 1994 - Opération Restore Hope
- 1998 - Opération Southern Watch
- 2004 - Opération Iraqi Freedom en tant qu'élément de combat aérien de la 11th Marine Expeditionary Unit. Au cours de ce déploiement, il a participé à la bataille de Nadjaf.

L'escadron a été renommé VMM-166 le 23 juin 2010 lors de la transition vers le v-22 Osprey.
Le 1er octobre 2021, le VMM-166 a été mis hors service à la MCAS Miramar, en Californie, à la suite des décisions du Marine Corps de Force Design 2030.